# 殿辻
殿辻（とのつじ）は、大阪府大阪市住吉区にある町名。現行行政地名は殿辻一丁目および殿辻二丁目。

## 地理
住吉区の西部に位置し、東に南住吉、西に墨江、南に沢之町、北に千躰と接している。

## 歴史

### 沿革
1981年（昭和56年）、大阪市住吉区南住吉町1 - 4丁目・殿辻町・沢之町・墨江東1 - 8丁目の各一部より、殿辻1 - 2丁目成立。

## 世帯数と人口
2024年（令和6年）9月30日現在の世帯数と人口は以下の通りである。
| 丁目       | 世帯数    | 人口    |
| ---------- | --------- | ------- |
| 殿辻一丁目 | 644世帯   | 1,329人 |
| 殿辻ニ丁目 | 396世帯   | 743人   |
| 計         | 1,040世帯 | 2,072人 |

### 人口の変遷
国勢調査による人口の推移。
| 1995年（平成7年）  | 1,735人 | [ 6 ]  |  |
| 2000年（平成12年） | 1,636人 | [ 7 ]  |  |
| 2005年（平成17年） | 1,916人 | [ 8 ]  |  |
| 2010年（平成22年） | 1,868人 | [ 9 ]  |  |
| 2015年（平成27年） | 1,997人 | [ 10 ] |  |
| 2020年（令和2年）  | 2,061人 | [ 11 ] |  |

### 世帯数の変遷
国勢調査による世帯数の推移。
| 1995年（平成7年）  | 776世帯 | [ 6 ]  |  |
| 2000年（平成12年） | 731世帯 | [ 7 ]  |  |
| 2005年（平成17年） | 832世帯 | [ 8 ]  |  |
| 2010年（平成22年） | 848世帯 | [ 9 ]  |  |
| 2015年（平成27年） | 870世帯 | [ 10 ] |  |
| 2020年（令和2年）  | 943世帯 | [ 11 ] |  |

## 学区
市立小・中学校に通う場合、学区は以下の通りとなる。なお、小学校・中学校入学時に学校選択制度を導入しており、通学区域以外に住吉区の小学校・中学校から選択することも可能。
| 丁目       | 番   | 小学校               | 中学校               |
| ---------- | ---- | -------------------- | -------------------- |
| 殿辻一丁目 | 全域 | 大阪市立南住吉小学校 | 大阪市立三稜中学校   |
| 殿辻二丁目 | 全域 | 大阪市立墨江小学校   | 大阪市立墨江丘中学校 |

## 事業所
2021年（令和3年）現在の経済センサス調査による事業所数と従業員数は以下の通りである。
| 丁目       | 事業所数 | 従業員数 |
| ---------- | -------- | -------- |
| 殿辻一丁目 | 29事業所 | 241人    |
| 殿辻二丁目 | 38事業所 | 166人    |
| 計         | 67事業所 | 407人    |

## 交通

### 鉄道
- 南海電気鉄道
  - 高野線 沢ノ町駅

### バス
2020年4月現在
- 大阪シティバス[15]
  - 54A・54B・54D・64号系統：三稜中学校 - 殿辻
  - 63号系統：住吉区民センター
  - 65号系統：三稜中学校

### 道路
- 大阪府道30号大阪和泉泉南線（あべの筋）

## 施設
- ジョーシン 住吉店

## その他

### 日本郵便
- 〒558-0042[3]（集配局：住吉郵便局[16]）